# Lassan (Alemanha)
Lassan é uma cidade da Alemanha localizada no distrito de Vorpommern-Greifswald, estado de Mecklemburgo-Pomerânia Ocidental.
Pertence ao Amt de Am Peenestrom.